# Kogerveld
Kogerveld is een wijk en een buurt in de stad Zaandam. De gemeente beschouwt "Kogerveld", "Slachthuisbuurt" en "Hofwijk" als "buurten", die voor statistische doeleinden samen de wijk Kogerveld vormen. In het dagelijks gebruik worden Kogerveld en Hofwijk echter wijken genoemd.
De buurt Kogerveld is in de jaren 1960 gebouwd. De naam komt van het voormalige veenweidegebied waarop de wijk is gebouwd, en "Kogerveld" genoemd werd omdat het dicht bij het dorp Koog aan de Zaan lag. De wijk ligt tussen de Spoorlijn Zaandam - Enkhuizen en de A8 (Coentunnelweg) nabij knooppunt Zaandam. De wijk is ruim opgezet, met grote grasvelden tussen rijtjes eengezinswoningen en lage flatgebouwen. Veel eengezinswoningen zijn in houtskeletbouw uitgevoerd, met woningscheidende muren van baksteen. De meeste woningen zijn klein en relatief goedkoop. Koopwoningen vormen ongeveer 20% van het totaal. In de buurt staat de in 1964 gebouwde rooms-katholieke Sint-Jozefkerk. Deze kerk staat vlak bij het Station Zaandam Kogerveld.
De buurt Hofwijk ligt tussen de spoorlijn, de Zaan, en de Prins Bernhardbrug, en bestaat grotendeels uit lage flats, gebouwd in de jaren 1960 en 1970.
De Slachthuisbuurt ligt langs de Zaan, en bestaat vooral uit woningen uit het begin van de 20e eeuw en industrie die deels is voortgekomen uit de windmolens die hier in de 18e en 19e eeuw in groten getale stonden. Het slachthuis waar de buurt naar genoemd werd is in 1934 gebouwd door de Zaanse architect Jan Schipper (1889-1967). Het is inmiddels grotendeels afgebroken en vervangen door woningen aan het Boere Jonkerplein.

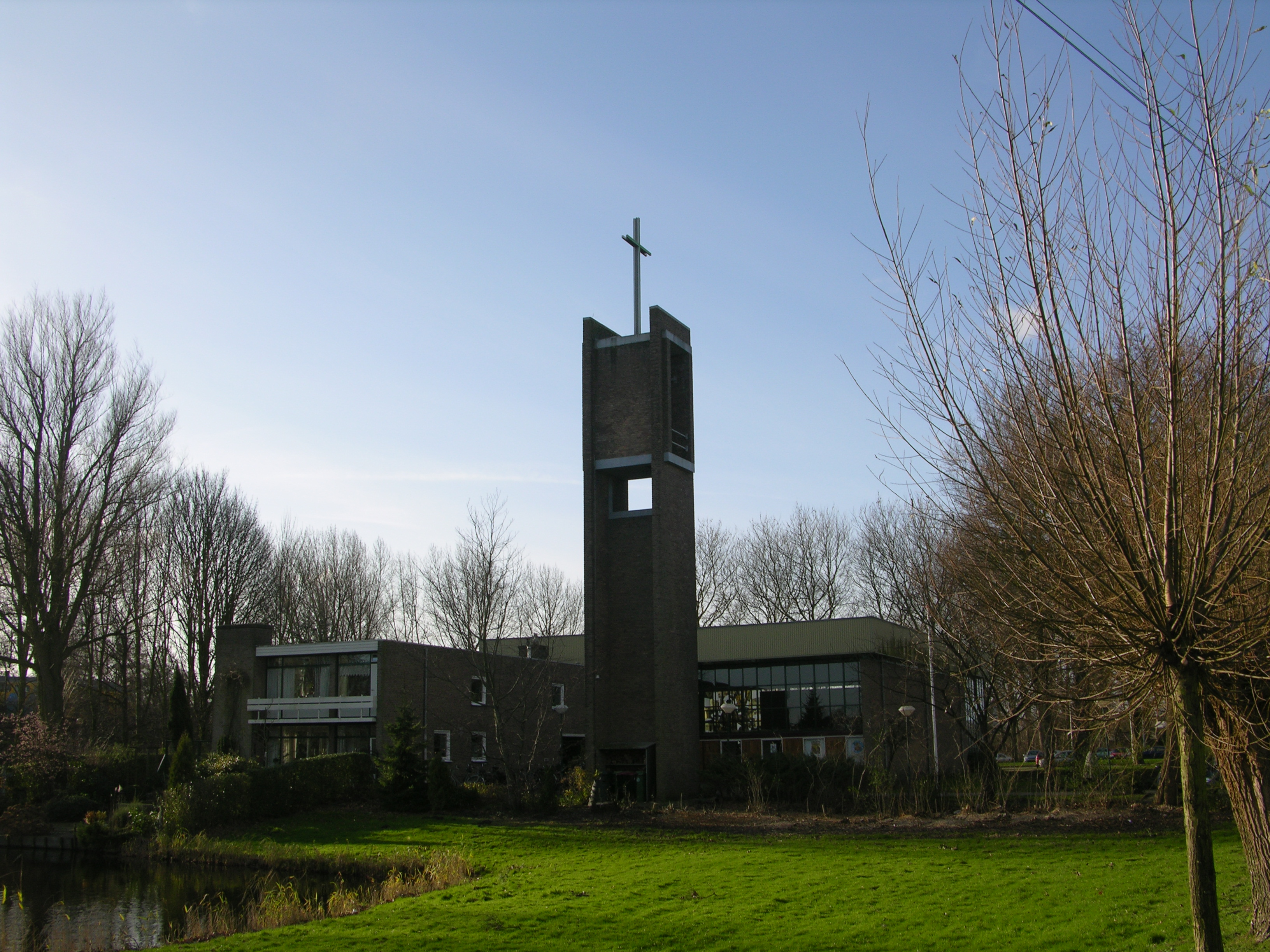
Sint-Jozefkerk
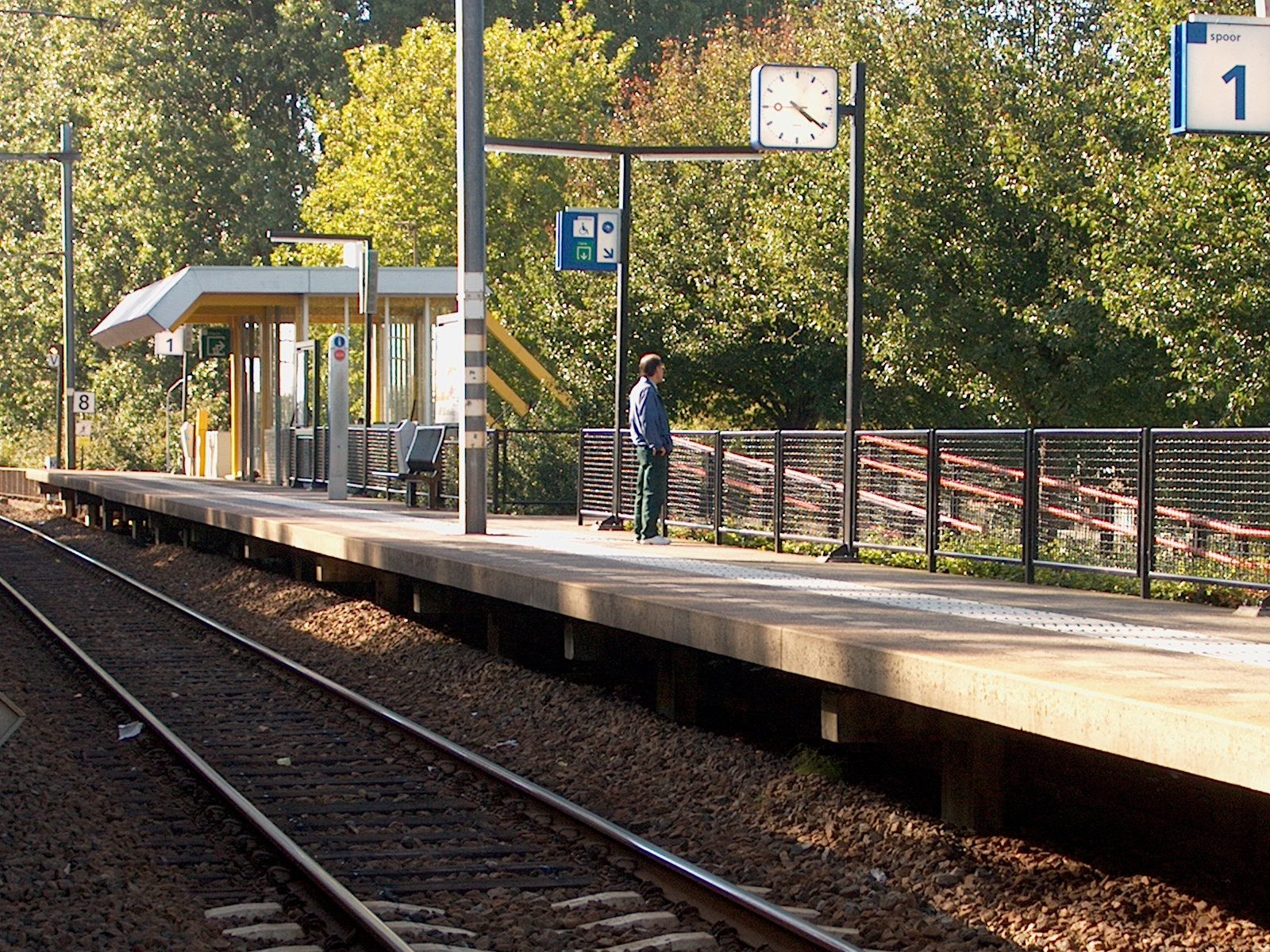
Station